# Hermenegild Casellas i Bosch
Hermenegild Casellas i Bosch (Barcelona, 1890 - El Pla de Santa Maria, 1969) fou un futbolista català de les dècades de 1900 i 1910.

## Trajectòria
Començà la seva trajectòria a l'infantil del Joventut d'on passà al FC Català a mitjan dècada de 1900, jugant-hi fins a l'any 1911 en què fitxà pel FC Espanya de Barcelona. Romangué al club durant la major part de la dècada de 1910. Des de la seva posició de mig centre primer i més tard de defensa, fou un dels principals artífexs del futbol de potència de l'equip. L'Espanya, amb Casellas al capdavant, competí de tu a tu a clubs com el FC Barcelona i RCD Espanyol durant aquests anys, guanyat tres campionats de Catalunya les temporades 1912-1913, 1913-1914 i 1916-1917 i un campionat dels Pirineus. També fou finalista del Campionat d'Espanya. Tenia un gran xut exterior. Es retirà el 1918, i posteriorment fou directiu del club.
Fou internacional amb la selecció Catalana de Futbol, i arribà a ser capità de l'equip. Disputà un partit contra el País Basc, un contra França i un altre contra la regió Centre. Juntament amb Alfred Massana, fou considerat el millor mig centre català del moment. L'any 1925 fou objecte d'un partit d'homenatge per part del futbol català.
Als voltants de 1916 es traslladà al Pla de Santa Maria, on fou introductor del futbol a la vila, i on residí fins a la seva mort el 1969.

## Palmarès
FC Espanya
- Campionat de Catalunya: 3
  - 1912-13, 1913-14, 1916-17
- Campionat dels Pirineus: 1
  - 1914
- Copa Mossèn Cinto Verdaguer:
  - 1916

Selecció Catalana
- Copa Príncep d'Astúries: 
  - 1916